# Provincia La Spezia
La Spezia este o provincie în regiunea Liguria în Italia.